# .example
이름 example은 인터넷의 도메인 네임 시스템(DNS)에서 최상위 도메인으로 설치될 수 없는 도메인 이름으로 국제 인터넷 표준화 기구(IETF)에서 예약한 것이다.

## 예약된 DNS 이름
1999년 IETF에서는 DNS 레이블 example, valid, localhost 및 test를 도메인 이름 시스템의 루트 영역에 설치되지 않도록 예약했다.
이러한 최상위 도메인 이름을 예약하는 이유는 충돌과 혼란의 가능성을 줄이기 위해서이다. 이를 통해 문서화 목적이나 로컬 테스트 시나리오에서 이러한 이름을 사용할 수 있다.

## 목적
최상위 도메인 example은 도메인 이름이 도메인 이름 시스템이나 인터넷 개념의 사용이나 표현의 예로 제시될 때 문서나 기타 기술 문서에 사용되도록 명시적으로 의도되었다.

## 같이 보기
- example.com